# Origny-en-Thiérache
Origny-en-Thiérache är en kommun i departementet Aisne i regionen Hauts-de-France i norra Frankrike. Kommunen ligger  i kantonen Hirson som ligger i arrondissementet Vervins. År 2022 hade Origny-en-Thiérache 1 354 invånare.

## Befolkningsutveckling
Antalet invånare i kommunen Origny-en-Thiérache
Referens: INSEE